# George Francis Le Feuvre
Pour les articles homonymes, voir Lefeuvre.
George Francis Le Feuvre, (il écrivait sous le nom de George d'la Forge), né à La Forge, Millais, Saint-Ouen (Jersey) le 29 septembre 1891 et mort à San Antonio le 27 octobre 1984, est un écrivain de langue jersiaise et normande.

## Biographie
En 1901, sa famille émigre mais George d'la Forge reste à Jersey. Après la Première Guerre mondiale, il rejoint sa famille au Canada mais, en 1922, il part chercher fortune aux États-Unis. Devenu citoyen américain, il continue néanmoins à écrire, sous le nom de plume de George d'la Forge, sur l’histoire, la langue et la vie jersiaise. Il partage alors son temps entre le Texas et Jersey au Ménage ès Feuvres à Saint-Ouen. De retour à Jersey, il est le premier secrétaire de l’Assemblée d'Jèrriais en 1951.
George d'la Forge est l’auteur de plus de mille Lettres du Bonhomme George pour les gazettes. Quelques-unes furent publiées en deux livres, Jèrri Jadis (1973) et Histouaires et Gens d'Jèrri (1976). Il est également l’auteur d’articles pour Lé Bulletîn d'Quart d'An d'l'Assembliée d'Jèrriais. Ses écrits tendent à exprimer une certaine nostalgie du Jersey de sa jeunesse, mais il se livre également à des commentaires au sujet de la politique internationale et des pays où il se rendait. il a reçu le Prix littéraire du Cotentin en 1974 et, en 1981, les États de Jersey lui ont fait une présentation pour ses contributions à son île natale. Deux ans et demi plus tard, la Société Jersiaise l’a nommé membre d’honneur.

## Source
- (nrm) Cet article est partiellement ou en totalité issu de l’article de Wikipédia en narum intitulé « George F. Le Feuvre » (voir la liste des auteurs).